# Municipio Francisco Linares Alcántara
El Municipio Francisco Linares Alcántara es uno de los 18 municipios del Estado Aragua. Se encuentra ubicado en la parte centro-norte del Estado Aragua y posee una extensión de 24 km², lo que representa el 0,33% del territorio regional. Es el municipio con la mayor densidad poblacional de la República Bolivariana de Venezuela, superando así al Municipio Libertador de Caracas. Su capital es la ciudad de Santa Rita y para el año 2023 su población era de 149.158 habitantes.

## Toponimia
El municipio debe su nombre al prócer Francisco Linares Alcántara. Militar, político y expresidente de Venezuela.

## Historia
Los orígenes del Municipio datan de la época del General Joaquín Crespo, cuando el General José Rafael Núñez, casado con Doña Rita Sierra, adquirió un lote de tierra y en honor a su esposa le dio el nombre de Santa Rita.
En 1936, el diputado por Aragua y oriundo de Turmero Don Alfredo Pacheco Miranda, solicitó y obtuvo ante el Congreso la confiscación de los bienes del General Juan Vicente Gómez. Luego cuando fue promulgada la “Ley de la Reforma Agraria” y creado el Instituto Agrario Nacional (I.A.N.) se le anexaron los terrenos de la nación a Santa Rita.
El 6 de diciembre de 1997 cuando se decretó la creación del nuevo Municipio, desligando a la  Parroquia Santa Rita del Municipio Santiago Mariño, naciendo así un nuevo Municipio denominado Francisco Linares Alcántara, el cual años más tarde contaría con su propia sede, la cual se convierte en una realidad en abril del 2001 y fue inaugurada por disposición. Francisco Linares Alcántara es el segundo municipio más joven del estado después de Costa de Oro. Se caracteriza por el desarrollo urbano y comercial que presenta en la actualidad, pese a ser el más pequeño de la entidad .

## Geografía

### Ubicación
El municipio se localiza en la zona centro norte del Estado Aragua, a una distancia de 8 km de la capital del Estado (Maracay) y a 106 km de Caracas. Limita con los términos municipales de Santiago Mariño, José Ángel Lamas, Libertador y Atanasio Girardot todos dentro del mismo estado.
| Noroeste: Atanasio Girardot | Norte: Santiago Mariño            | Noreste: Santiago Mariño  |
| Oeste: Lago de Valencia     |                                   | Este: Santiago Mariño     |
| Suroeste Libertador         | Sur: José Ángel Lamas, Libertador | Sureste: José Ángel Lamas |

### Límites
- Norte: Limita con el Municipio Santiago Mariño y la Autopista Regional del Centro de por medio, desde el sitio donde convergen el caño Colorado y la Autopista Regional del Centro, coordenadas N: 1.130.500 – E: 657.700, siguiendo por el rumbo este, hasta llegar al cruce con el canal de desviación del Río Turmero, coordenadas N: 1.129.550 – E:664.620.

- Este: Limita con el Municipio Santiago Mariño, desde el Río Turmero, coordenadas N: 1.129.550 –E: 664.620, hasta llegar al Río Aragua, coordenadas N: 1.126.620 –E: 665.720.

- Sur: Limita con los Municipios José Ángel Lamas y Libertador, desde el Río Aragua, coordenadas N: 126.620 – E: 665.720 siguiendo en sentido oeste hasta llegar a la confluencia con el caño Colorado, coordenadas N: 1.128.300 – E: 652.780.

- Oeste: Limita con el Municipio Atanasio Girardot, desde el caño Colorado, coordenadas N: 1.128.300 – E: 652.780, hasta llegar a donde se cruzan el caño Colorado y la Autopista Regional del Centro, coordenadas N: 1.130.500 – E: 657.700.[5]

### División territorial
El municipio Francisco Linares Alcántara, cuya capital es Santa Rita, se encuentra sub-dividido en 3 parroquias autónomas. Formando parte de este municipio la parroquia urbana  Parroquia Santa Rita y las parroquias no urbanas Francisco de Miranda y Monseñor Feliciano González, cuyas cabeceras son las poblaciones de Francisco de Miranda y Paraparal, respectivamente
| Parroquia                             | Población |
| ------------------------------------- | --------- |
| Parroquia Santa Rita                  | 108.730   |
| Parroquia Francisco de Miranda        | 25.140    |
| Parroquia Monseñor Feliciano González | 15.288    |

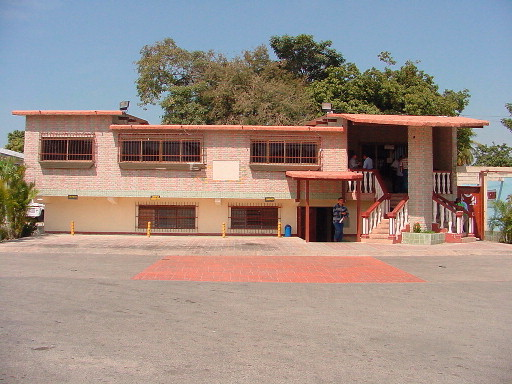
Sede de la alcaldía del municipio.

Proyección para el 2023, con base en el censo de 2001 (INE).

## Política y gobierno

### Asamblea Nacional Constituyente ANC
| Período    | Fecha               | Constituyente  | Partido Político | Ámbito      | Tipo    | Notas                                                                                                 |
| ---------- | ------------------- | -------------- | ---------------- | ----------- | ------- | --- |
| 2017- 2020 | 30 de julio de 2017 | Ismael Morales | PSUV             | Territorial | Nominal | Primer constituyente del municipio bajo elección directas y con la modalidad: territorial y sectorial |

### Alcaldes
| Período     | Alcalde              | Partido Político | % de votos | Notas |
| ----------- | -------------------- | ---------------- | ---------- | --- |
| 2000 - 2004 | Hugo Peña            | MAS              | 68,62      | Primer alcalde bajo elecciones directas (Apoyado por el MAS, sin embargo rompe con este después de ser proclamado alcalde.) |
| 2004 - 2008 | Hugo Peña            | PODEMOS          | 53.88      | Reelecto con el apoyo de MVR y PODEMOS                                                                                      |
| 2008 - 2013 | Raiza Márquez        | PSUV             | 55,78      | Segundo alcalde bajo elecciones directas (Se postergan las elecciones municipales para diciembre de 2013)                   |
| 2013 - 2017 | Alexis Zamora        | PSUV             | 61,57      | Tercer alcalde bajo elecciones directas                                                                                     |
| 2017 - 2021 | Alexis Zamora        | PSUV             | 63,83      | Reelecto |
| 2021 - 2025 | Johenderson González | TUPAMARO         | 61,99      | Cuarto alcalde bajó elecciones directas                                                                                     |

### Concejo Municipal
Período 2000 - 2005
| Concejales:     | Partido político / Alianza |
| --------------- | -------------------------- |
| Cesar Aguilera  | MAS                        |
| Felix Molina    | MAS                        |
| Ramon Machuca   | MAS                        |
| Jaime Calanche  | MAS                        |
| Maria López     | MAS                        |
| Rosauda Badillo | MAS                        |
| Luis Cedeño     | INDEPENDIENTE              |
| Jose Rojas      | INDEPENDIENTE              |
| Luis Perez      | PPT                        |

Período 2005 - 2013
| Concejales:      | Partido político / Alianza |
| ---------------- | -------------------------- |
| Franklin Gavidia | PODEMOS                    |
| Juan Quintas     | PODEMOS                    |
| Alexis Guzmán    | PODEMOS                    |
| José Italo Muñoz | PODEMOS                    |
| Isleyes Alfonsí  | MVR                        |
| Higinio Herrera  | MVR                        |
| Ronald Martinez  | MVR                        |
| Luis Perez       | PPT                        |
| Ernesto Tovar    | PPT                        |

Período 2013 - 2018
| Concejales         | Partido político / Alianza |
| ------------------ | -------------------------- |
| Ernesto Tovar      | PSUV                       |
| Geovanni Tribiño   | PSUV                       |
| Oliver Portillo    | PSUV                       |
| Raquel Pacheco     | PSUV                       |
| Keila Perentena    | PSUV                       |
| Jaqueline Martinez | PSUV                       |
| Neddo Velazquez    | PSUV                       |
| Magia Ojeda        | PSUV                       |
| Antonio Blanco     | PSUV                       |

Período 2018 - 2021
| Concejales         | Partido político / Alianza |
| ------------------ | -------------------------- |
| Ernesto Tovar      | PSUV                       |
| Victor Bravo       | PSUV                       |
| Anni Ramirez       | PSUV                       |
| Mirgleydis Silva   | PSUV                       |
| Francisco Telles   | PSUV                       |
| Maria Mujica       | PSUV                       |
| Dora Pérez         | PSUV                       |
| Angel Jaramillo    | PSUV                       |
| Angelica Contreras | PSUV                       |

Periodo 2021 - 2025
| Concejales:        | Partido político / Alianza |
| ------------------ | -------------------------- |
| Arlenis Verastegui | PSUV                       |
| Anni Ramirez       | PSUV                       |
| Higinio Herrera    | PSUV                       |
| Martin Leon        | PSUV                       |
| Sandra Guevara     | PSUV                       |
| Maruf Chaven       | PSUV                       |
| Rafael Andueza     | PSUV                       |
| Victor Bravo       | PSUV                       |
| Rosa Mata          | MUD                        |

### Poder legislativo
Es ejercido por el Consejo Municipal y las Juntas Parroquiales, mediante los concejales municipales y concejales parroquiales respectivamente de dicho municipio, por un lapso de cuatro años (4) años.

#### Cámara Municipal
Es la entidad legislativa de los municipios autónomos, se encargan de emitir acuerdos obligatorios en su jurisdicción, que se llaman Ordenanzas. Regulan y controlan las actividades de los otros entes municipales. Nombra al Contralor Municipal. Los integrantes del Concejo Municipal se llaman Concejales y cuando están reunidos en sesiones válidas se denomina Cámara Municipal. Son cargos de elección popular, directa y secreta y duran cuatro (4) años en sus funciones, pudiendo ser reelegidos.
Base constitucional
La Constitución venezolana de 1999 establece en su artículo 175 que la función legislativa en los municipios corresponde al Concejo Municipal:

Artículo 175. La función legislativa del Municipio corresponde al Concejo, integrado por concejales elegidos o concejalas elegidas en la forma establecida en esta Constitución, en el número y condiciones de elegibilidad que determine la ley.

#### Juntas Parroquiales
Es el poder ejercido por los concejales o concejalas de las Juntas Parroquiales elegidos por sufragio por un lapso de cuatro (4) años. Dentro de cada parroquia de un mismo municipio, cada ciudadano con derecho a voto puede elegir a sus concejales.
Sin embargo estas han sido eliminadas debido a La reforma de la Ley Orgánica del Poder Público Municipal, aprobada por la anterior Asamblea Nacional y publicada en la Gaceta Oficial extraordinaria N.º 6.015 del 28 de diciembre de 2010, establece el cese de funciones de las 3.207 juntas parroquiales electas el 7 de agosto de 2005, dejando sin trabajo a sus 12.828 integrantes.

### Poder Moral y Ciudadano
Es uno de los tres (3) poderes que rige en un municipio, es ejercido por la Contraloría Municipal que se encarga de fiscalizar la gestión económica del alcalde y los demás entes municipales, el primer contralor del Municipio estuvo a cargo del ingeniero Oliver Portillo, designado mediante concurso legal en el año 2001.
Base constitucional
La Constitución venezolana de 1999 establece en su artículo 176 las funciones de la Contraloría Municipal:

Artículo 176. Corresponde a la Contraloría Municipal el control, vigilancia y fiscalización de los ingresos, gastos y bienes municipales, así como las operaciones relativas a los mismos, sin menoscabo del alcance de las atribuciones de la Contraloría General de la República, y será dirigida por el Contralor o Contralora Municipal, designado o designada por el Concejo mediante concurso público que garantice la idoneidad y capacidad de quien sea designado o designada para el cargo, de acuerdo con las condiciones establecidas por la ley.

## Demografía
Francisco Linares Alcántara con una población aproximada a los 149.158 habitantes es el sexto municipio más poblado del Estado Aragua ha acusado un fuerte crecimiento poblacional desde los años 70s, con migraciones provenientes desde los Llanos y los Andes principalmente en minoría desde el Oriente,Capital,y Guayana 

## Etnografía
Como todo el territorio nacional es producto del mestizaje entre europeos, amerindios y africanos teniendo las personas del municipio un fenotipo muy variado con pieles morenas, ojos claros, cabellos crespos y labios gruesos o pieles blancas, ojos oscuros, cabellos negros azabache y ojos oblicuos teniendo así una predominancia del mestizaje con más de
- Blancos: 40%
- Morenos (mestizos): 55%
- Negros: 4,5%
- Indios: 0,1%
- Otros: 0,4%

En el municipio se encuentra una importante comunidad China,Árabe,colombiana,ecuatoriana,y cubana los cuales han dinamizado aún más el mestizaje ligandose con la población original

## Símbolos patrios

Bandera del Municipio Francisco Linares Alcántara.

La bandera comprende tres (3) franjas dos de ellas en forma de trapecio, una superior de color amarilla que representa al gentilicio y la devoción a Santa Rita de Casia, la otra franja de la misma forma en la parte inferior de color azul que representa a la cuenca del lago de Valencia y la última en el costado izquierdo de color verde en forma de triángulo que nos indica la vegetación que se caracteriza en la zona y el cultivo de la yuca de Coropo muy reconocido. La bandera fue elaborada por el profesor José Luis Jardín.

## Servicios públicos

### Educación
Alberga en su geografía al Núcleo La Morita de la Universidad de Carabobo, siendo esta una casa de estudios reconocida por su excelente calidad y diversas ofertas académicas. Representa no sólo una oportunidad de aprendizaje para sus habitantes, sino una opción de crecimiento y beneficio para las comunidades.

## Cultura
En Santa Rita se produjo un encuentro de la cultura rural con el auge comercial y el entretenimiento criollo. Eso tiene una explicación histórica y social y queda testimoniado en la dinámica avenida principal de esta comunidad donde el visitante llega para hacer compras, concertar negocios y deleitarse con los platillos de una gastronomía más llanera que central, más rural que urbana.

### Festividades
- Día de Santa Rita de Cascia: (22 de mayo)
- Ferias de Santa Rita de Cascia: (Mes de mayo)

### Gastronomía

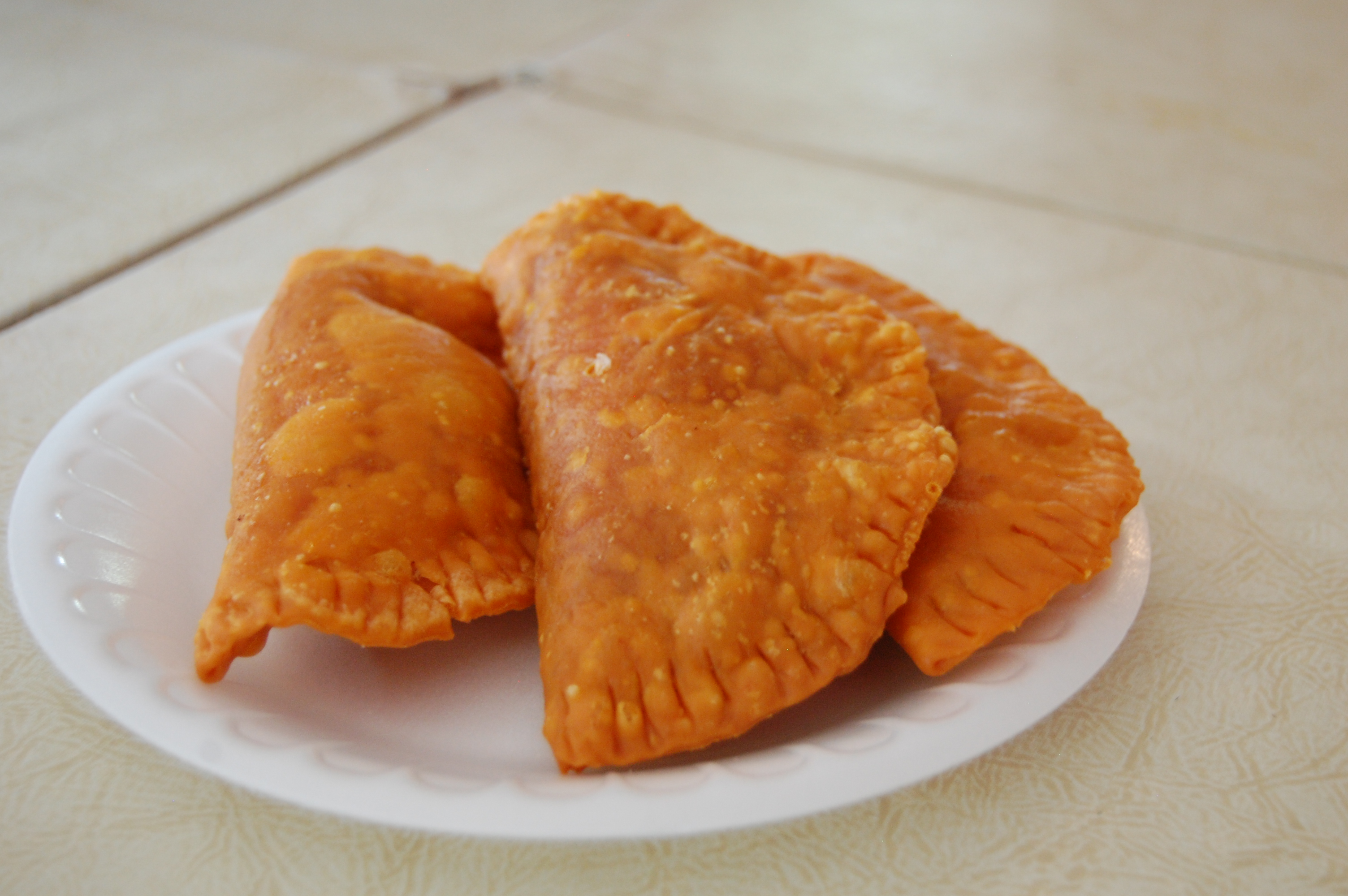
Típico Pastelito relleno de carne.

El municipio aunque no tiene platos autóctonos, destaca por la variedad de agricultura y cría que se desarrolla en la región. Entre la variedad de platos típicos destacan; el sancocho de res, cachapa con queso de mano, carne en vara, chicharrón de cochino, etc. Además los dulces de coco, conservas y catalinas, entre otros.
Pastelitos: Están hechas a basa de harina de maíz, sal y agua. Consiste en una fina capa rellena con cualquier ingrediente (queso, carne, pollo, caraotas y hasta mariscos) frita en aceite vegetal, es uno de los alimentos más populares de la cultura gastronómica venezolana.
Golfeados: Son unos pancitos enrollados en forma de caracol, que sin duda se ha convertido en uno de los dulces más apreciados de los venezolanos.

### Música
Al circular por sus calles el visitante queda envuelto en el ambiente musical de los compases inconfundibles del arpa, cuatro y maraca, es decir de la música criolla y popular. En Santa Rita se puede encontrar un tipo de turismo característico y popular, que se reparte en numerosos clubes, centros sociales y restaurantes.

## Transportes

### Red Vial
Tiene fácil acceso a la Autopista Regional del Centro, y se encuentra cerca de la Redoma El Avión, que forma parte de uno de los íconos que identifican a la entidad. Cuenta, además, con la Autopista Los Aviadores, que comunica a la ciudad de Maracay con este municipio y el de Libertador.

### Aeropuertos
En el territorio de toda la extensión del municipio no existe algún aeropuerto, sin embargo al encontrarse en el área metropolitana de Maracay, se pueden utilizar el aeropuerto Base Aérea Mariscal Sucre también conocido como Aeropuerto Florencio Gómez y el aeropuerto Base Aérea El Libertador este último de carácter militar.

## Sitios de interés
Posee diversos sitios de interés colectivo, entre ellos La Casona de Santa Rita (actual despacho de la Alcaldía), la Plaza Bolívar de Santa Rita y la de Francisco de Miranda, el Museo de Cantv y diversas iglesias.
- La Casona de Santa Rita: hermosa quinta que perteneció al Gral. Juan Vicente Gómez y era lugar de esparcimiento familiar.
- Museo de CANTV
- Plaza Bolívar de Santa Rita
- Plaza Francisco de Miranda
- Iglesia de Santa Rita
- Iglesia de Francisco de Miranda

## Medios de comunicación

### Televisión
Además de los medios nacionales y regionales, el Municipio Francisco Linares Alcántara cuenta con su televisora comunitaria Teletambores que puede ser visto en señal libre a través del canal 40 UHF.

### Radio
Las estaciones radiales con las cuales el municipio son de carácter comunitario, destacan tres (2) estaciones en la Parroquia Santa Rita y una (1) en la Parroquia Monseñor Feliciano González (Paraparal II) que son:
| Frecuencia | Nombre                                              | Ubicación                                          |
| ---------- | --------------------------------------------------- | -------------------------------------------------- |
| 103.3 FM   | Caliente                                            | Parroquia Santa Rita (Centro Comercial Santa Rita) |
| 98.3 FM    | Fundación de Radiodifusión Comunitaria “Cultiva FM” | Parroquia Santa Rita (Aragua)                      |
| 105.5 FM   | Radio Sur                                           | Parroquia Monseñor Feliciano González (Paraparal)  |
| 88.3 FM    | Stylo Musical Tu Estilo en la Música                | Parroquia Santa Rita (Aragua)                      |